# Nitzer Ebb
Nitzer Ebb (pronunciat naig-zer o nit-zer, la pròpia banda ho pronuncia d'ambdues formes) és un grup anglès d'EBM format en 1982 en Essex, per tres amics de l'escola, Douglas McCarthy (veu i teclat), Bon Harris (teclats i bateria) i David Gooday.

## Començaments
El trio va començar les seves actuacions en petites sales locals, però la seva forta presència en escena, la seva imatge militar i energia van aconseguir una creixent base de seguidors que aviat va conduir a actuacions en clubs més grans i concerts en sales. Van publicar el seu primer single de debut "Isn't It Funny How Your Body Works" el 7 de gener de 1985, en el seu propi segell, “Power of Voice Communication”, i la seva música es va convertir aviat en obligada en els clubs. Tot seguit van publicar el single de doble cara 'A' "Warsaw Ghetto"/"Sota Bright Sota Strong" el 1985, amb crítiques similars i aclamació en les pistes de ball. Dos llançaments posteriors, "Let Your Bodi Learn"/"Get Clean" i "Murderous" van ser editats en Power of Voice Communication abans de signar amb la Mute Records.

## Finals dels 80 i principis dels 90
Al maig de 1987 van llançar el seu àlbum debut en Mute Records That Total Age, que va convertir en èxit els potents "Join In the Chant" i "Murderous".
El segon àlbum, Belief va ser llançat en 1989. La banda anava ara a un duo entre Harris i McCarthy, amb el suport de Julian Beeston en la bateria. Tres àlbums més, Showtime en 1990, Ebbhead en 1991 i Big Hit en 1995 van ser, a més, èxits internacionals, canviant la banda de les cançons de ball de 4/4 a 120bpm a altres formes musicals -jazz, rock, blues-, sonant encara com ells mateixos, o, com Douglas Mccarthy descriví en 1991, "música de ball simplista". Nitzer Ebb van trobar, a més, el favor dels seus companys de segell i pesos pesats internacionals Depeche Mode, que els van convidar als seus tours europeus en 1988, i en 1990 obrint el World Violation Tour a EUA. L'actuar en grans estadis plens de gent i la pròpia intensitat del negoci els va proporcionar la suficient influència per començar a desenvolupar un estil més orientat al rock en la seva música, i així en 1991 el seu EP As Is (produït per Jaz Coleman, de Killing Joke, Mark Ellis (Flood), Alan Wilder de Depeche Mode i Barry Adamson van posar les llavors per l'abans comentat Ebbhead

## Anys recents
El grup va deixar d'operar cap al final del tour Big Hit (les últimes actuacions van ser cancel·lades). El grup no es va separar mai de manera oficial, i la porta va quedar de fet oberta perquè Harris i McCarthy reactivessin la banda en un futur, una vegada que les seves diferències s'haguessin resolt. NovaMute va llançar amb posterioritat una sèrie de remixes amb tres singles de 12 polzades entre l'any 2001 i 2004 - Shame/Join in the Chant, Control I'm Here/Let Your Body Learn, i Murderous/Control I'm Here. La remescla de Let Your Body Learn va ser particularment fructífera a causa de la radical revisió per part del productor francès de tecno Terence Fixmer, que va portar primer a una amistat i més tard a un projecte entre Fixmer i Douglas McCarthy, anomenat, simplement, Fixmer/McCarthy, amb actuacions en directe en xous a tot el món, que inclouen noves versions de cançons de Nitzer Ebb. Això va portar a la publicació d'un àlbum com Fixmer/McCarthy, titulat Between the Devil....
McCarthy viu en l'est de Londres, treballant com a productor de vídeo. Va estudiar disseny gràfic a Cambridge després d'un parell de col·laboracions amb Alan Wilder en Recoil, i va aparèixer en viu amb Empirion en 1997 en el Tribal Gathering. Harris viu als EUA, i produeix per a Marilyn Manson i Billy Corgan.
A la fi del 2005 es va anunciar que McCarthy i Harris havien començat a parlar de la possibilitat que Nitzer Ebb es tornés a ajuntar. El 2006 ha vist de nou en tour al grup una vegada més, centrant-se en l'etapa més electrònica de les seves carreres, mentre que Mute llançarà la retrospectiva Body of Work, així com un àlbum de remixes en NovaMute.
Igualment, han estat novament convidats per Depeche Mode com a banda telonera durant l'última fase del Tour of the universe a Europa.
En 2009, el grup grava el disc "Industrial Complex", el primer disc des de 1995, el qual promocionaran al costat de Depeche Mode fins a febrer, i al costat de Recoil (Alan Wilder) a partir de març.

## Discografia

### That Total AgeLP (1988)
- Cara A

| Núm. | Títol                | Durada |
| ---- | -------------------- | ------ |
| 1.   | «Fitness To Purpose» | 5:00   |
| 2.   | «Warsaw Ghetto»      | 3:47   |
| 3.   | «Violent Playground» | 3:46   |
| 4.   | «Murderous»          | 5:40   |
| 5.   | «Smear Body»         | 5:40   |

- Cara B

| Núm. | Títol                 | Durada |
| ---- | --------------------- | ------ |
| 1.   | «Join In The Chant»   | 6:01   |
| 2.   | «Alarm»               | 3:55   |
| 3.   | «Let Your Body Learn» | 2:47   |
| 4.   | «Let Beauty Loose»    | 2:24   |
| 5.   | «Into The Large Air»  | 4:08   |

- Belief (1989)
- Showtime (1990)
- Ebbhead (1991)
- Big Hit (1995)
- Industrial Complex (2009/2010)

### EP
- As Is (1991)

### Recopilacions
- So Bright So Strong (1988)
- Body of Work 84-97 (2006)
- Body Rework (remixes i cares B)(2006)
- In Order (remixes i cares B)(2010)
- Compilation (2010)

### Senzills
| Any  | Títol                                                | UK Singles Chart | EUA Dance | EUA Modern Rock |
| ---- | ---------------------------------------------------- | ---------------- | --------- | --------------- |
| 1985 | "Isn't It Funny How Your Body Works"                 | —                | —         | —               |
| 1985 | "Warsaw Ghetto"                                      | —                | —         | —               |
| 1985 | "So Bright, So Strong"                               | —                | —         | —               |
| 1986 | "Get Clean"                                          | —                | —         | —               |
| 1986 | "Murderous"                                          | —                | —         | —               |
| 1987 | "Let Your Body Learn"                                | —                | —         | —               |
| 1987 | "Join In The Chant"                                  | —                | 9         | —               |
| 1988 | "Control I'm Here"                                   | 100              | 14        | 25              |
| 1989 | "Hearts And Minds"                                   | —                | 16        | —               |
| 1989 | "Shame"                                              | —                | —         | —               |
| 1989 | "The Machineries Of Joy" (Die Krupps amb Nitzer Ebb) | —                | 25        | —               |
| 1990 | "Lightning Man"                                      | 97               | 14        | 28              |
| 1990 | "Fun To Be Had"                                      | 99               | 5         | —               |
| 1990 | "Getting Closer"                                     | —                | —         | —               |
| 1991 | "Family Man"                                         | —                | —         | 21              |
| 1991 | "I Give To You"                                      | —                | —         | 27              |
| 1991 | "Godhead"                                            | 56               | —         | —               |
| 1992 | "Ascend"                                             | 52               | —         | —               |
| 1995 | "Kick It"                                            | 75               | —         | —               |
| 1995 | "I Thought"                                          | —                | —         | —               |
| 1995 | "Cherry Blossom"                                     | —                | —         | —               |

### Tributs
Muscle and Hate - Nilaihah Records, (2005)

### Bootlegs
- Loveland - Deep Records, (1992)
- "For Fun" - Bundy Records, (1993)
- "Control I'm Here"

### DVD Live
- Live At The Markthalle - Major Records, (2012)